# Кидаль
Кидаль (фр. Kidal, тифинаг ) — город и коммуна на северо-востоке Мали. Административный центр одноимённой области.

## География
Расположен примерно в 350 км к северо-востоку от Гао, на высоте 455 м над уровнем моря.

## Климат
| Показатель                    | Янв. | Фев. | Март | Апр. | Май  | Июнь | Июль | Авг. | Сен. | Окт. | Нояб. | Дек. | Год   |
| ----------------------------- | ---- | ---- | ---- | ---- | ---- | ---- | ---- | ---- | ---- | ---- | ----- | ---- | ----- |
| Средний суточный максимум, °C | 28,4 | 31,4 | 34,8 | 38,5 | 41,4 | 41,9 | 39,9 | 38,5 | 39,2 | 37,9 | 33,2  | 29,1 | 36,3  |
| Средняя температура, °C       | 20,5 | 23,1 | 26,7 | 30,5 | 34,3 | 35,3 | 33,6 | 32,4 | 32,7 | 30,5 | 25,5  | 22,3 | 29,0  |
| Средний суточный минимум, °C  | 12,5 | 14,8 | 18,6 | 22,5 | 27,2 | 28,7 | 27,3 | 26,4 | 26,1 | 23,1 | 17,7  | 15,5 | 21,5  |
| Норма осадков, мм             | 0,2  | 0,1  | 0,1  | 1,6  | 6,0  | 13,1 | 27,7 | 47,9 | 17,7 | 2,7  | 0,3   | 0,3  | 117,7 |
| Источник:                     |      |      |      |      |      |      |      |      |      |      |       |      |       |

## История
Первый военный пост был создан в Кидале в 1908 году французским офицером Бертиксом, в следующем году лейтенант Ланцерон начал строительство укреплённого форта Кидале. Второй форт был установлен в 1917 году и расширен в 1930 году. Этот форт существует и в наши дни.
Кидаль был очагом восстания туарегов в начале 1990-х годов. В 1997 году мэром города была избрана женщина Нина Валлет Инталу, которая под давлением исламистов была вынуждена подать в отставку. В мае 2006 года, после многих лет герильи против правительства Мали, туареги согласились подписать соглашение о перемирии. Данное соглашение было подписано при посредничестве Алжира. В 2012 году, 30 марта, город был захвачен туарегами и стал частью самопровозглашённого государства Азавад. В апреле того же года исламисты взяли город под свой контроль и удерживали его вплоть до конца января 2013 года, когда были выбиты французскими войсками в ходе операции «Сервал».
В мае 2014 город был вновь захвачен исламистами
«Mali: Kidal est aux mains des groupes armés». RFI, 21.5.2014

"Mali: l'armée subit une cuisante défaite à Kidal". Le Point Afrique. 19.8.2014
.

## Население
По данным на 2013 год численность населения собственно города Кидаль составляла 15 086 человек. Население всей коммуны площадью 9913 км² по данным на 2009 год насчитывало 25 617 человек.
Динамика численности населения города по годам:
| 1998   | 2013   |
| ------ | ------ |
| 10 580 | 15 086 |

## Галерея

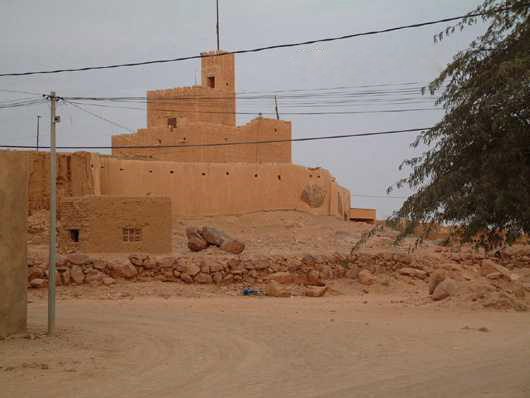
Колониальная французская крепость
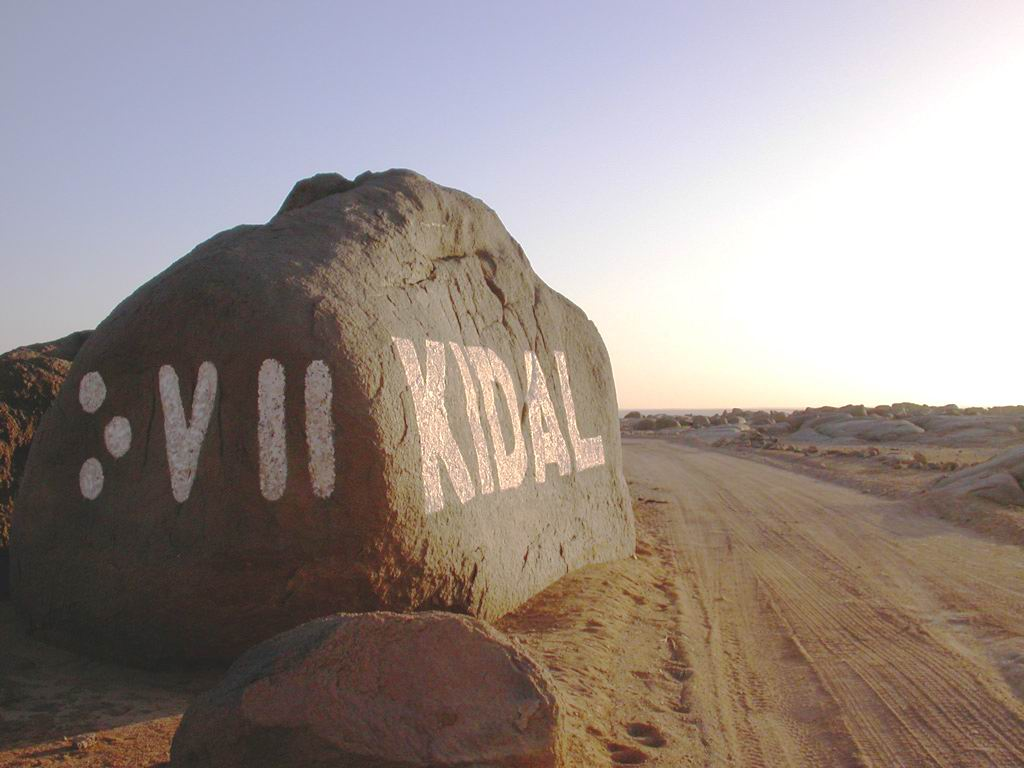
При въезде в город

## Топографические карты
- Лист карты E-31-XIV. Масштаб: 1 : 200 000. Указать дату выпуска/состояния местности.